# Kupolgrav
Kupolgrav är en gravtyp som består av en murade överkragande ringar av stenblock, ibland även som äkta kupolvalv.
Gravformen är typisk för den egeiska kulturvärlden. Grekiska kupolgravar är vanligen ingrävda i en kulle eller backsluttning med en gång (dromos), ofta med stenklädda sidor ledande fram till en dörr. Kupolgravarna kan ha en varierande höjd, de högsta har en takhöjd på 13 meter. På Kreta har man påträffat kupolgravar från minoisk tid. De bäst bevarade finns på fastlandet och härstammar från mykensk tid, de äldsta från omkring 1500 f.Kr. De har med största sannolikhet varit kungagravar och man kände på 1930-talet till ett 60-tal sådana. Bland de mera berömda märks Atreus skattkammare i Mykene och kupolgraven i Dendra, som hör till de få oplundrade.
Varierande former har även funnits på andra håll, såsom längs hela norra och östra Medelhavskusten, bland annat hos etruskerna.
En annan typ har förekommit i Sydryssland, de så kalla de kurganerna.